# Рубин (завод, Ростов-на-Дону)
Рубин — бывший ростовский-на-дону оборонный завод, выпускавший продукцию военного и гражданского назначения. Запущен в 1927 году, прекратил существование в 2014 году.
Количество сотрудников на 2003 год — 803 человека. Занимал территорию в 8,5 гектар. Располагался по адресу: город Ростов-на-Дону, Красноармейская улица, 157.

## История
Основан в 1927 году из паевого товарищества «Жесть» и Австрийской фирмы «Вестен» как совместное Русско-Австрийского акционерное общество «Жесть-Вестен» по изготовлению стальной эмалированной посуды.
13 марта 1941 года Совет Народных Комиссаров СССР принимает Постановление №509 о ликвидации Русско-Австрийского акционерного общества «Жесть-Вестен» и Постановление № 510 об образовании самостоятельного завода эмалированной посуды в Ростове-на-Дону.
Стальная эмалированная посуда с этого времени и на последующий период деятельности завода стала основной продукцией гражданского назначения.
В 1933 году на заводе освоено изготовление солдатских противогазов, производство которых продолжалось до начала ВОВ. Короткое время завод выпускал ручные гранаты.
В 1941 году было организованно производство снарядов для авиационного выстрела. На заводе началось освоение выпуска гильзы 23мм и взрывателя к снаряду. На отдельной площадке, на окраине города шло строительство снаряжательных цехов.
В 1946 году завод приступил к организации производства корпусов противотанковых мин как боевого, так и учебного назначения. На оставшихся после эвакуации площадях завода эмалированной посуды в Ростове-на-Дону во время войны войсковые части производили ремонт боевой техники, снаряжения, производилась реставрация посуды для войсковых частей.
В 1957 году был решен вопрос отвода большого участка земли на Черноморском побережье. Вскоре приступили к строительству собственной здравницы. Деньги были собственные – за счет производства из отходов металла гуталиновой баночки. Одновременно с культурно-бытовым строительством развернули большие работы по переоборудованию производства. Надстроили транспортный цех.
В 1969 году завод «Рубин» утверждается головным предприятием по производству корпусов инженерных боеприпасов.
В последующие годы завод расширял номенклатуру изделий. Изменения международной остановки влекли за собой изменения объемов выпуска, что требовало внедрения новых технологий, реконструкции производства. Введены новые мощности.
В 1982 году были построены и введены в эксплуатацию центральные заводские очистные сооружения. Полностью было реконструировано тарное производство.
После войны наряду с основной спецпродукцией (корпуса боеприпасов) на заводе выпускались в небольших количествах авиационные учебные бомбы, металлические футляры для унитарных изделий к морским орудиям. В больших количествах изготовлялись алюминиевые, окрашенные армейские котелки. Из гражданской продукции кроме эмальпосуды в больших количествах выпускались ранцевые садовые опрыскиватели.
Интенсивно решались на заводе «Рубин» социально-бытовые вопросы. К 1991 году завод располагал значительным жилым фондом, общежитием, двумя детскими комбинатами на 280 мест каждый. Был реконструирован пансионат на берегу Чёрного моря «Волна».
Таким образом, завод развивался, расширял производство. Наряду с выполнением важных оборонных заказов, завод начал выпускать улучшенную эмалированную посуду, была внедрена роботизированная линия по выпуску стальной эмалированной посуды. С 1970 года по 1985 год завод наращивает производство (выпускает до 28 наименований посуды), развивает социальную сферу.
В 1995 году завод "Рубин" освоил выпуск и в настоящий момент (2006 год) является поставщиком огнетушителей предприятиям машиностроения, в том числе ОАО «Ростсельмаш», а также официальным поставщиком огнетушителей и доверенным предприятием Российского Речного Регистра.
Учредителем (завода?) до 2002 года являлось Министерство оборонной промышленности (России?). С сентября 2003 года предприятие стало открытым акционерным обществом.
Юридическое лицо ОАО «Ростовский-на-Дону завод "Рубин"» было ликвидировано 08 октября 2014 года.
На 2025 год на части территории бывшего завода построен одноименный жилой комплекс. Одно из зданий реконструировано в торговый центр. В остальных сохранившихся корпусах расположены предприятия не связанные с прошлой деятельностью завода.

## Продукция
—